# Bairamlia
Bairamlia is een geslacht van vliesvleugeligen uit de familie Pteromalidae. De wetenschappelijke naam van dit geslacht is voor het eerst geldig gepubliceerd in 1929 door Waterston.

## Soorten
Het geslacht Bairamlia is monotypisch en omvat slechts de volgende soort:
- Bairamlia fuscipes Waterston, 1929